# Гудков, Сергей Владимирович
Сергей Владимирович Гудков (род. 31 марта 1981, Горький) — российский учёный-биофизик, специалист по применению физических методов для контроля механизации, автоматизации и роботизации сельского хозяйства, доктор биологических наук (2012), профессор РАН (2022).

## Биография
Окончил среднюю школу № 3 г. Лысково Нижегородской области (1998). Окончил Нижегородский государственный университет им. Н. И. Лобачевского (2003). В 2003—2008 гг. младший научный сотрудник Института теоретической и экспериментальной биофизики РАН, в 2008—2012 гг. старший научный сотрудник, в 2012—2016 гг.. ведущий научный сотрудник. С 2014—2019 гг. ведущий научный сотрудник Института общей физики им. А. М. Прохорова РАН, в 2019—2020 гг. заведующий лабораторией, с 2020 г. руководитель Центра биофотоники при Институте общей физики им. А. М. Прохорова РАН. С 2016 гг. профессор кафедры биофизики, Института биологии и биомедицины, Нижегородского государственного университета им. Н. И. Лобачевского. С 2020 г. ведущий научный сотрудник в Федеральном научном агроинженерном центре ВИМ. Весной 2022 года получил почётное звание Российской академии наук профессора РАН.

## Научная деятельность
Сфера профессиональной деятельности C. В. Гудкова — исследование вопросов обеспечения качества сельскохозяйственной продукции с использованием физических технологий. Создан компактный прототип проточного анализатора содержания в молоке жира и белка, основанный на методе лазерной поляриметрической рефлектометрии. Разработан ряд спектральных бесконтактных технологий идентификации фитофтороза и фузариоза картофеля. Создана технология активации фосфорнокислого калия для стимуляции роста сельскохозяйственных растений. Разработан ряд фотоконверсионных композитных материалов для увеличения продуктивности закрытых грунтов. Разработан оригинальный метод повышение продуктивности и нейтрализации патологических процессов в растениях зерновых и плодовых культур с помощью водных растворов, активированных с помощью плазмы высокочастотного тлеющего разряда. Разработаны стратегии для анализа концентрации тяжелых металлов с помощью LIBS в сельскохозяйственных приложениях.
С. В. Гудков опубликовал более 150 научных трудов, четыре монографии и два учебника, имеет четыре патента на изобретения.
Входит в редакционные коллегии журналов Physics of Wave Phenomena, Агрохимия, Bioengineering International, Mathematical Biology